# Thesbia nana
Thesbia nana é uma espécie de gastrópode do gênero Thesbia, pertencente a família Raphitomidae.